# プレイモービル マーラとチャーリーの大冒険
『プレイモービル マーラとチャーリーの大冒険』（原題:Playmobil: The Movie）は2019年に公開されたフランス・イギリス・ドイツ・中国・アメリカ合作のアニメ映画。監督はリーノ・ディサルヴォ、主演はアニャ・テイラー＝ジョイが務めた。本作はゲオブラ・ブランドシュテーターが発売している玩具、プレイモービルを題材にしている。また、本作はディサルヴォの監督デビュー作でもある。
本作は批評面・興行面の双方で失敗し、2010年代を代表する赤字映画となってしまった。

## ストーリー
マーラは世界中を旅することを夢見る少女だったが、両親が自動車事故で亡くなったのを境に、その夢の実現を目指すのをやめてしまった。事故から4年後、マーラは弟（チャーリー）の世話を一手に引き受けており、その性格は年齢以上に成熟していた。そんなある日、チャーリーはマーラに内緒でプレイモービルの展示会が行われている美術館へと向かった。マーラは美術館にいたチャーリーを見つけ出し、勝手に行動したことを厳しく叱りつけた。その直後、会場にあった家の模型が突然輝き出し、展示されていたプレイモービルは宙に浮かび上がった。マーラとチャーリーはそれに巻き込まれ、プレイモービルの世界へと引きずり込まれてしまった。
マーラとチャーリーはほどなくして意識を取り戻したが、2人はプレイモービルになっていた。さらに悪いことに、2人が放り込まれた場所はヴァイキングたちの戦場の真っ只中であった。2人は難を逃れようとしたが、チャーリーは海賊たちに捕まってしまった。途方に暮れたマーラは近くの町に行って助けを求めることにしたが、住民たちは彼女に取り合おうとしなかった。そこで、マーラは戦場で拾った金貨を見せて協力者を募ることにしたが、それが原因で町に混乱が発生した。トラックの運転手であるデルの助けで、マーラは何とか危機を脱することができた。デルは顧客にピンクの牧草を配達したのだが、それを食べた馬に翼が生えてしまった。怒った顧客が送料を踏み倒したため、デルは金欠状態にあった。そこで、デルは金貨と引き替えにチャーリーを探すのを手伝うと申し出た。
その頃、チャーリーはコンスタンティノポリスという町で檻に入れられていた。町を治める皇帝、マキシマスは各地から誘拐してきたプレイモービルたちに殺し合いをさせ、それを娯楽として楽しむつもりだったのである。チャーリーは他の被害者たちを引き連れて脱走しようとしたが、失敗に終わった。
マーラとデルはレックスの元を訪れていた。レックスはデルの古い友人で秘密組織のエージェントでもあった。3人は秘密組織の本部に忍び込み、チャーリーの失踪に関する情報を盗み出すことにした。道中、いくつかのトラブルに見舞われたものの、3人はデータを盗み出すことに成功した。しかし、その直後、レックスが海賊たちに誘拐されてしまった。レックスはそのままコンスタンティノポリスに連行され、そこでチャーリーに出会った。マーラが自分を必死で探していると聞き、チャーリーは希望を取り戻した。チャーリーは自分を囮にして、他の被害者たちを脱出させることに成功した。
デルは海賊が誘拐に使用している機械がグリナラのものであることに気が付いた。宇宙人のグリナラはそのハイテクを駆使して犯罪行為を行っていた。マーラとデルは彼女の下に向かった。デルはグリナラに借りている金の2倍を支払うことと引き替えに、機械に関する情報を提供するようグリナラに持ちかけた。それに応じたグリナラは「その機械ならマキシマスに売った」と言った。ところが、マーラは金貨を2枚しか持っておらず、デルの借金の2倍をグリナラに支払うことは不可能であった。当然、グリナラは激怒し、2人を捕まえてポータルに放り入れようとした。間一髪のところで、グリナラの召使いロボット（ロボティトロン）がポータルのハッキングに成功し、2人は森の中に放り出されるだけで済んだ。
デルは「金貨2枚しか持っていないのに、お前は大金を持っているかのように見せかけた。お前は大嘘つきだ」と怒り、そのままどこかへ行ってしまった。マーラとロボティトロンは森を抜け出そうとしたが、しばらくして、同じところをぐるぐる回っていたことに気が付いた。徐々に苛立ちを隠せなくなる中、マーラは妖精のお婆さんに出会った。お婆さんは「こんなことで挫けてはいけない。弟さんはきっと見つかるはず。」とマーラを励まし、魔法で彼女をコンスタンティノポリスに送り届けた。
マーラは闘技場に辿り着き、そこで選手としてフィールドに立たされているチャーリーの姿を見た。最悪なことに、チャーリーの対戦相手はティラノサウルスであった。マーラは危険を顧みずにチャーリーに助けようとしたが、2人には最早打つ手がなかった。そんな折、思わぬ人物が援軍として現れた。

## キャスト
※括弧内は日本語吹替
- マーラ・ブレナー - アニャ・テイラー＝ジョイ（悠木碧）
- チャーリー・ブレナー - ガブリエル・ベイトマン（水瀬いのり）

### 声の出演
- デル - ジム・ガフィガン（柿原徹也）
- 皇帝マキシマス - アダム・ランバート（KENN）
- グリナラ - ウェンディ・マクレンドン＝コーヴィ（斉藤こず恵）
- ブラッドボーンズ - キーナン・トンプソン（大塚芳忠）
- フェアリー・ゴッドマザー - メーガン・トレイナー（内田真礼）
- レックス・ダッシャー - ダニエル・ラドクリフ（森久保祥太郎）
- ロボティトロン - リーノ・ディサルヴォ（真木駿一）
- オーク・オーク - カーク・ソーントン（木内太郎）
- スヴェン - ダン・ナヴァロ（内田直哉）
- ヴァレラ - パロマ・ミシェル（松本沙羅）

## 製作
2014年11月6日、プレイモービルを題材にした映画が製作されており、2017年の終わり頃に公開される予定だと報じられた。当初、本作の監督にはボブ・ペルシケッティが起用されており、ペルシケッティは本作をソニー・ピクチャーズ・アニメーションに持ち込んだ。ソニーは本作の権利を買い取る意欲を見せていたが、結局、交渉は不首尾に終わった。その後、ペルシケッティは『スパイダーマン:スパイダーバース』の監督のオファーを受けたため、本作を降板することになった。
2016年2月9日、リーノ・ディサルヴォが本作の監督に起用されたとの報道があった。2017年11月17日、ウェンディ・マクレンドン＝コーヴィの出演が決まったと報じられた。2018年10月10日、アニャ・テイラー＝ジョイ、アダム・ランバート、ダニエル・ラドクリフ、メーガン・トレイナー、ジム・ガフィガン、ガブリエル・ベイトマンらがキャスト入りした。

### 音楽
2017年6月21日、ヘイター・ペレイラが本作で使用される楽曲を手掛けるとの報道があった。2019年8月2日、本作のサウンドトラックが発売された。

## 公開・マーケティング
2016年5月12日、オープン・ロード・フィルムズが本作の全米配給権を獲得した。当初、本作は2019年1月18日に全米公開される予定だったが、後に公開日は同年4月19日に延期された。ところが、その後、オープン・ロード・フィルムズが経営破綻したため、STXエンターテインメントが本作の全米配給を担当することになった。
2018年12月13日、本作のティーザー・トレイラーが公開された。2019年7月23日、本作のオフィシャル・トレイラーが公開された。
日本では当初2020年7月3日に劇場公開する予定としていたが、新型コロナウイルスの影響により、公開を延期することを同年4月17日に配給会社が発表。その後、同年11月24日に劇場公開日を2021年2月26日に設定すると共に日本語吹替版キャストを発表した。

## 興行収入
本作には7500万ドルの製作費が投じられたが、全世界興行収入はその3割にも満たなかった。アメリカでは、配給元が本作のチケット代を通常の半額にするという斬新な方法で観客動員を図ったが、結局、宣伝に費やした費用(300万ドル)すら回収できなかった。
本作は公開初週末に250万ドル前後を稼ぎ出すと予想されていたが、実際の数字はそれを大幅に下回るものとなった。2019年12月6日、本作は全米2337館で公開され、公開初週末に65万ドルを稼ぎ出し、週末興行収入ランキング初登場14位となった。この数字は2000館以上で封切られた作品としては歴代ワースト3位の記録となった。

## 評価
本作は批評家から酷評されている。映画批評集積サイトのRotten Tomatoesには60件のレビューがあり、批評家支持率は17%、平均点は10点満点で3.71点となっている。サイト側による批評家の見解の要約は「玩具のプレイモービルと同様、悲しいことに、『プレイモービル マーラとチャーリーの大冒険』は競合作品と表面上は似通った作品であり、しかも、他の作品に比べて魅力に欠ける作品とみなされる運命にあるようだ。」となっている。また、Metacriticには13件のレビューがあり、加重平均値は25/100となっている。なお、本作のCinemaScoreはB+となっている。